# Campeonato Panamericano de Balonmano Femenino de 2015
El XIII Campeonato Panamericano de Balonmano Femenino se celebró en La Habana, Cuba entre el 21 de mayo y el 28 de mayo de 2015 bajo la organización de la Federación Panamericana de Handball.. El torneo pone 4 plazas en juego para el Campeonato Mundial de Balonmano Femenino de 2015 y 1 plaza para el Repechaje Mundial

## Primera fase

### Grupo A
| Equipo         | J | G | E | P | GF  | GC  | DG  | PTS |
| -------------- | - | - | - | - | --- | --- | --- | --- |
| Brasil         | 5 | 5 | 0 | 0 | 156 | 79  | +77 | 10  |
| Puerto Rico    | 5 | 3 | 1 | 1 | 123 | 135 | -12 | 7   |
| Paraguay       | 5 | 3 | 0 | 2 | 132 | 129 | +3  | 6   |
| Groenlandia    | 5 | 1 | 1 | 3 | 110 | 132 | -22 | 3   |
| Estados Unidos | 5 | 1 | 0 | 4 | 102 | 124 | -22 | 2   |
| Venezuela      | 5 | 0 | 2 | 3 | 113 | 137 | -24 | 2   |

#### Resultados
| Fecha      | Hora  | Partido³       | Partido³ | Partido³       | Resultado |
| ---------- | ----- | -------------- | -------- | -------------- | --------- |
| 21.05.2015 | 09:00 | Venezuela      | -        | Puerto Rico    | 25-25     |
| 21.05.2015 | 11:00 | Paraguay       | -        | Groenlandia    | 25-18     |
| 21.05.2015 | 13:00 | Brasil         | -        | Estados Unidos | 28-14     |
| 22.05.2015 | 09:00 | Groenlandia    | -        | Venezuela      | 26-26     |
| 22.05.2015 | 11:00 | Estados Unidos | -        | Paraguay       | 24-25     |
| 22.05.2015 | 15:00 | Puerto Rico    | -        | Brasil         | 15-35     |
| 23.05.2015 | 09:00 | Brasil         | -        | Groenlandia    | 32-12     |
| 23.05.2015 | 11:00 | Paraguay       | -        | Venezuela      | 31-26     |
| 23.05.2015 | 13:00 | Estados Unidos | -        | Puerto Rico    | 20-23     |
| 24.05.2015 | 09:00 | Paraguay       | -        | Puerto Rico    | 29-33     |
| 24.05.2015 | 11:00 | Groenlandia    | -        | Estados Unidos | 28-22     |
| 24.05.2015 | 15:00 | Venezuela      | -        | Brasil         | 16-33     |
| 25.05.2015 | 09:00 | Puerto Rico    | -        | Groenlandia    | 27-26     |
| 25.05.2015 | 11:00 | Venezuela      | -        | Estados Unidos | 20-22     |
| 25.05.2015 | 13:00 | Brasil         | -        | Paraguay       | 28-22     |

### Grupo B
| Equipo    | J | G | E | P | GF  | GC  | DG   | PTS |
| --------- | - | - | - | - | --- | --- | ---- | --- |
| Cuba      | 5 | 5 | 0 | 0 | 192 | 100 | +92  | 10  |
| Argentina | 5 | 4 | 0 | 1 | 172 | 88  | +84  | 8   |
| México    | 5 | 2 | 1 | 2 | 144 | 149 | -5   | 5   |
| Uruguay   | 5 | 2 | 1 | 2 | 142 | 156 | -14  | 5   |
| Chile     | 5 | 1 | 0 | 4 | 133 | 149 | -16  | 2   |
| Guatemala | 5 | 0 | 0 | 5 | 66  | 207 | -141 | 0   |

#### Resultados
| Fecha      | Hora  | Partido³  | Partido³ | Partido³  | Resultado |
| ---------- | ----- | --------- | -------- | --------- | --------- |
| 21.05.2015 | 15:00 | Uruguay   | -        | Chile     | 29-27     |
| 21.05.2015 | 18:30 | Argentina | -        | Cuba      | 23-24     |
| 21.05.2015 | 20:30 | México    | -        | Guatemala | 34-15     |
| 22.05.2015 | 13:00 | México    | -        | Chile     | 30-24     |
| 22.05.2015 | 17:00 | Argentina | -        | Guatemala | 48-06     |
| 22.05.2015 | 19:00 | Cuba      | -        | Uruguay   | 44-19     |
| 23.05.2015 | 15:00 | Argentina | -        | Chile     | 31-20     |
| 23.05.2015 | 17:00 | Uruguay   | -        | México    | 37-37     |
| 23.05.2015 | 19:00 | Cuba      | -        | Guatemala | 47-12     |
| 24.05.2015 | 13:00 | México    | -        | Argentina | 23-36     |
| 24.05.2015 | 17:00 | Uruguay   | -        | Guatemala | 42-14     |
| 24.05.2015 | 19:00 | Chile     | -        | Cuba      | 26-40     |
| 25.05.2015 | 15:00 | Argentina | -        | Uruguay   | 34-15     |
| 25.05.2015 | 17:00 | Guatemala | -        | Chile     | 19-36     |
| 25.05.2015 | 19:00 | México    | -        | Cuba      | 20-37     |

### 9º al 12º Puesto
| Fecha      | Hora² | Partido³       | Partido³ | Partido³  | Resultado |
| ---------- | ----- | -------------- | -------- | --------- | --------- |
| 27.05.2015 | 09:00 | Estados Unidos | -        | Guatemala | 37-16     |
| 27.05.2015 | 11:00 | Chile          | -        | Venezuela | 35-28     |

### 5º al 8º Puesto
| Fecha      | Hora² | Partido³ | Partido³ | Partido³    | Resultado |
| ---------- | ----- | -------- | -------- | ----------- | --------- |
| 27.05.2015 | 13:00 | Paraguay | -        | Uruguay     | 23-28     |
| 27.05.2015 | 17:00 | México   | -        | Groenlandia | 17-19     |

### 11º/12º puesto
| Fecha      | Hora² | Partido¹  | Partido¹ | Partido¹  | Resultado |
| ---------- | ----- | --------- | -------- | --------- | --------- |
| 28.05.2015 | 09:00 | Guatemala | -        | Venezuela | 19-32     |

### 9º/10º puesto
| Fecha      | Hora² | Partido¹       | Partido¹ | Partido¹ | Resultado |
| ---------- | ----- | -------------- | -------- | -------- | --------- |
| 28.05.2015 | 11:00 | Estados Unidos | -        | Chile    | 22-28     |

### 7º/8º puesto
| Fecha      | Hora² | Partido¹ | Partido¹ | Partido¹ | Resultado |
| ---------- | ----- | -------- | -------- | -------- | --------- |
| 28.05.2015 | 13:00 | Paraguay | -        | México   | 30-24     |

### 5º/6º puesto
| Fecha      | Hora² | Partido¹ | Partido¹ | Partido¹    | Resultado |
| ---------- | ----- | -------- | -------- | ----------- | --------- |
| 28.05.2015 | 17:00 | Uruguay  | -        | Groenlandia | 27-21     |

## Segunda fase

### Semifinales
| Fecha      | Hora² | Partido³ | Partido³ | Partido³    | Resultado |
| ---------- | ----- | -------- | -------- | ----------- | --------- |
| 27.05.2015 | 15:00 | Brasil   | -        | Argentina   | 26-15     |
| 27.05.2015 | 19:00 | Cuba     | -        | Puerto Rico | 32-26     |

### 3º/4º puesto
| Fecha      | Hora² | Partido¹  | Partido¹ | Partido¹    | Resultado |
| ---------- | ----- | --------- | -------- | ----------- | --------- |
| 28.05.2015 | 15:00 | Argentina | -        | Puerto Rico | 33-16     |

### Final
| Fecha      | Hora² | Partido¹ | Partido¹ | Partido¹ | Resultado |
| ---------- | ----- | -------- | -------- | -------- | --------- |
| 28.05.2015 | 19:00 | Brasil   | -        | Cuba     | 26-22     |

| Brasil           |
| Campeón          |
| Brasil 9° título |

### Clasificación general
| 1. Brasil          |
| 2. Cuba            |
| 3. Argentina       |
| 4. Puerto Rico     |
| 5. Uruguay         |
| 6. Groenlandia     |
| 7. Paraguay        |
| 8. México          |
| 9. Chile           |
| 10. Estados Unidos |
| 11. Venezuela      |
| 12. Guatemala      |

## Clasificados al Mundial 2016
| Bandera de Brasil | Bandera de Cuba | Bandera de Argentina | Bandera de Puerto Rico |
| Brasil            | Cuba            | Argentina            | Puerto Rico            |
| ----------------- | --------------- | -------------------- | ---------------------- |

## Clasificado al Repechaje Mundial
| Bandera de Uruguay |
| Uruguay            |
| ------------------ |